# Ágios Dimítrios (ort i Grekland, Nordegeiska öarna)
Ágios Dimítrios (Agios Dimitrios) är en ort i Grekland.   Den ligger i prefekturen Nomós Sámou och regionen Nordegeiska öarna, i den östra delen av landet, 270 km öster om huvudstaden Aten. Ágios Dimítrios ligger 69 meter över havet och antalet invånare är 240. Den ligger på ön Samos.
Terrängen runt Ágios Dimítrios är lite bergig. Havet är nära Ágios Dimítrios åt nordväst. Runt Ágios Dimítrios är det ganska tätbefolkat, med 65 invånare per kvadratkilometer. Närmaste större samhälle är Néon Karlovásion, 3,5 km sydväst om Ágios Dimítrios. 